# Change.org
Change.org（チェンジ・ドット・オーグ）は、オンライン署名収集ができるウェブサイトである。
署名活動は、慈善活動や社会を変えるためのものが多く含まれる。「Bコーポレーション」（英語版）として認証された営利法人としてデラウェア州にて登記されている Change.org, Inc. が運営する。
アムネスティ・インターナショナルや動物愛護協会といった団体が請願活動を主催するためのサイトを置いている。「社会を変えるためのキャンペーンに参加しやり遂げるためにすべての人に権利を与え、どこからでも始められるようにする。」ことや、加えて「月1000件もの各問題において100万もの人々がChange.orgで署名することで地域的に世界的に変えるために毎日キャンペーンをやり遂げる。」ことを目的としている。
主に扱う問題は経済、刑事司法、人権、教育、環境、動物、健康、持続可能食品である。

## 概要・歴史
Change.orgは2007年2月7日に現CEOのベン・ラトレーによって現CTOのマーク・ダイマスとアダム・チェイヤーの支援のもと設立された。2012年2月時点で四大陸で100人の従業員がいて、ラトレイは2012年終わりには20カ国に事務所を構えアラビア語や中国語を含めたもっと多くの言語にサイトを対応させる計画があると述べていた。
2008年、大統領に就任するバラク・オバマが実行することのためにクラウドソースされたアイデアのインデックスを製作しchange.govと同じアプローチとの比較を描くためにMySpaceと提携した。
2010年、Change.orgはブログアクションデーに協賛した。
2011年、「中国のハッカー」に分散サービス妨害攻撃を受けたと主張した。この攻撃疑惑は艾未未の釈放を中国政府に求める請願活動に起因していると言われている。
2012年、アリゾナ州立大学は学生のエリック・ヘイウッドが始めた授業料値上げ反対運動に対してChange.orgへのアクセスをブロックした。大学側は「Change.orgはスパムサイトである」と主張し、このブロックは正規の学問、研究、管理のための有限的で価値あるネットワークリソースの使用を守るために実施したとしている。これに対し、フリープレスのインターネットキャンペーンディレクターであるジョシュ・レヴィは「合法的なサイトのアクセス不可にすることはネットの中立性の精神や原理を侵すものであり、さらに学問の自由を萎縮させており、憲法修正第一条に違反する可能性がある」と主張した。
同年4月5日にはChange.orgの会員が1000万人に達したとされ、現在ネット上で最も急成長しているソーシャルアクションプラットフォームとなっている。そして1日500もの新たな請願が出てきているともされている。
同年5月13日、ガーディアン、BBCニュース他がChange.orgは38 Degreesに対抗してイギリス向けの請願プラットフォームを立ち上げることを報じた。
2012年、日本語向けサービスと日本国内での事業展開を開始。
2022年2月、日本において「一般社団法人Change.org Japan」から「Change.org Japan合同会社」へと体制変更。
日本においては、2023年時点でオンライン署名について規定する国内法が存在しない。請願は請願法により規定されており、請願者が住所・氏名を記入していれば捺印も不要で請願書として扱われるが、それは不正防止等の観点から直筆実名が条件であるため、Change.orgの請願や署名に法的効果は無い。そのため、Change.orgは、世論で注目を集めていることや、議論が起きていることを示す参考資料や、「様々な地域から声があがっている」として、メディアや世論への注意喚起を起こすきっかけにすることができると説明している。
署名は削除されることがある。Change.orgの公式の説明には、利用規約またはコミュニティガイドラインに違反することが理由として考えられる、と述べられており、違反行為は発見者であれば誰でも通報でき、通報は審査担当チームが措置をとることになっている。

## 著名な請願
2012年3月8日、Change.orgに「トレイボン・マーティンを殺した犯人の起訴」という請願が投稿された。この請願は同年2月26日にフロリダ州オーランド郊外にあるサンフォードの地区でトレイボン・マーティンを射殺した自警団の男を起訴するためのものだった。犯人は9mm銃を携帯していて丸腰の若者に対して自己防衛のために射殺したとされるが、サンフォード警察署は殺人の起きた当日の夜のうちに犯人を釈放した。しかし、この釈放はアメリカ合衆国中を含む世界中で100万人による抗議の嵐を巻き起こしソーシャルメディアサイト（Change.orgでの請願活動を含む）はこの殺人や警察署への抗議拡大に重要な役割を果たした。同年4月11日、犯人は逮捕、投獄されアンジェラ・コーリー特別検察官によって第二級殺人容疑で起訴された。
2011年10月1日、ワシントンD.C.在住でベビーシッターの22歳女性であるモリー・キャッチポールが投稿したバンク・オブ・アメリカのブライアン・モイニハンにデビットカード使用者に新たに月5ドルの手数料を課すことの中止を求める請願では一ヶ月足らずで30万もの署名が集まり、結果バンク・オブ・アメリカは新たな手数料の導入を中止を正式に発表した。バラク・オバマ大統領もこの請願に署名した。イリノイ州選出のディック・ダービン上院議員もバンク・オブ・アメリカに反応する形でTwitter上で署名した。
同年12月、マサチューセッツ州ブルックラインの4年生クラスが「ロラックス請願プロジェクト」をChange.orgにて立ちあげ、ユニバーサル・ピクチャーズに上映予定の映画「ロラックスおじさんの秘密の種」（ドクター・スースの子供時代を描いた映画）の公式サイトや予告編に環境メッセージをもっと掲載することを求めた。そのウェブサイトや予告編では書籍からの、環境を守るための重要なメッセージの掲載が減らされていた。署名は57,000以上（エドワード・ノートン含む）集まり、2012年1月26日にユニバーサルはウェブサイトを更新し子どもたちの要望に応じた環境メッセージを掲載した。
2012年2月2日、ニューヨークの学生23歳であるステフ・グレイが投稿した請願は約110,000もの署名を集めた。これは米国最大の学生ローン会社であるサリー・メイに対するもので結果、支払猶予手数料の規定が改定された。
2014年2月のソチ五輪フィギュアスケート競技の女子シングルでアデリナ・ソトニコワが金メダル、キム・ヨナが銀メダルとなったことについて、採点見直しと判定の調査を求める署名が、主に韓国人ユーザーから150万人以上集まった。
2020年、ミネアポリス市長のジェイコブ・フライに、ジョージ・フロイドの死に関与した警察官を解雇するよう求める請願が1900万人以上の署名を集め、Change.org史上最多の署名数となった。
2021年5月5日に元日本弁護士連合会会長の宇都宮健児が投稿した東京オリンピック・パラリンピックの中止を求める請願は同月25日時点で世界130か国から387,000人の署名を集め、日本語版が開設されて以来、歴代最多になったことが明らかとなった。

## ビジネスモデル
運営資金は、ユーザーからの寄付と資金調達でまかなっている。寄付には、会員プログラムに申し込んだ会員からの月額の「会員費」と、ユーザーがChange.org上で自分の賛同する署名キャンペーンを他のユーザーに知らせる「プロモーション機能」（旧「キャンペーン広告」）の二種類がある。また、ビル・ゲイツ（Microsoft共同創業者）、リチャード・ブランソン（ヴァージン・グループ創設者）、アリアナ・ハフィントン（ハフィントン・ポスト創業者）、リード・ホフマン（Linkedin創業者）アシュトン・カッチャー（俳優、投資家）などからの資金調達も行っている。

## 批判
匿名でのネット署名はやろうと思えば1人で複数回署名する事も可能であるため、重複や不正を指摘する声は後を絶たない。その指摘に対して説明が不十分な点も更なる批判に繋がっている。また、署名自体が直筆実名が基本条件なので、匿名でのネット署名に公的且つ法的効力が無いと指摘する意見もある。
特定・限定された条件の下においては、サインやメール・アドレスを含む他の私的な情報が検索エンジンに拾われることがある。Change.org は、Change.org にアカウントを有する利用者のサインを秘匿するシステムを運用しているが、そのシステムは、サインが偽造された場合や、Change.org が運営する別のサイトである PetitionOnline にサインが表記された場合には、機能しない。
署名ページに説明のなく、検索エンジンの結果から除外される「noindex」タグが埋め込まれることがある。対立事案において片方の署名ページのみに埋め込まれることもケースがあり公平性に欠ける。
Change.org は営利のための企業であるが、商用を意味する「コマーシャル」の略である「.com」でなく「.org」を使用しているのは、営利目的の印象を薄めるためではないかという指摘がある。
なお、日本の行政府への請願は請願法に規定されており、請願者の住所・氏名さえ記載されていれば捺印も不要で、請願書として扱われる。一方、立法府（国会）への請願は衆参両議院規則によって、国会議員による紹介を必要としており、Change.orgの電子的なインターネット署名は、国会議員による紹介を得るまでは法律上の効力を持たない事になる。

## 世論工作
海外調査機関の分析によると、「中国国家による世論工作目的」と認定されたアカウントにより、処理水放出に反対する署名（2028年8月開始）と、自衛隊による南西諸島の防衛力強化に反対する署名（19年5月開始）に対し、署名への参加を呼びかける工作が疑われている。専門家は「日本の政策への反対署名を増やし、国内の分断を助長させる狙いではないか」と指摘する。